# Mitologia romană

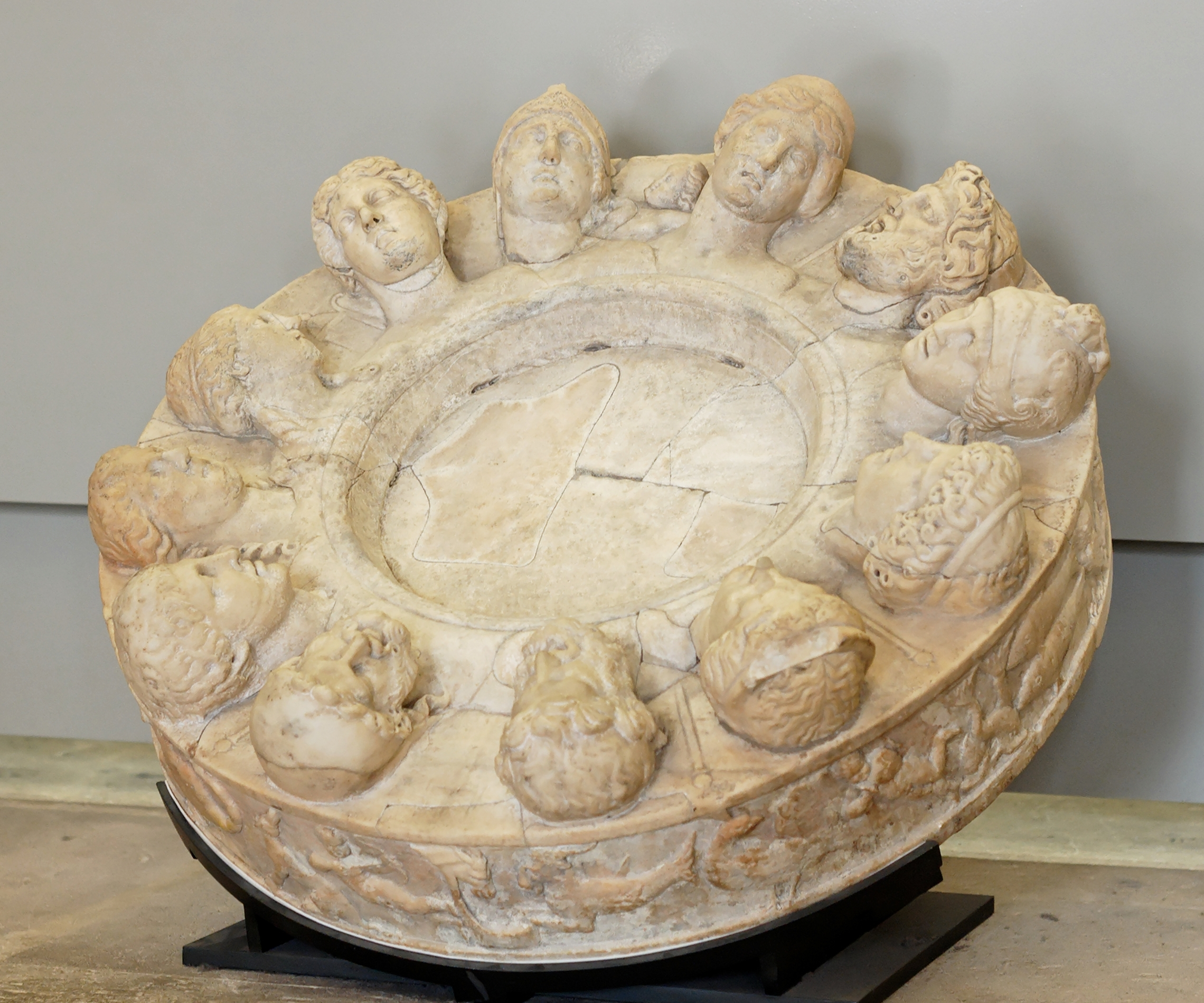
Altar de marmură cu cele douăsprezece divinități principale ale mitologiei romane: Venus și Marte (legați de Cupidon), Jupiter, Minerva, Apollo, Iunona, Neptun, Vulcan, Mercur, Vesta, Diana și Ceres.

Mitologia romană este ansamblul de mituri și legende din Roma Antică.

## Descriere
La început romanii și-au imaginat zeii ca puteri și mai apoi ca persoane, astfel explicându-se faptul că puțin din mitologia romană este autentică. După învățatul roman Marcus Terentius Varro, numai după ce romanii au avut contact cu civilizația Greciei antice în sec VI î.Hr. ei au început să-și reprezinte zeii sub formă umană. În ultimele trei secole înaintea lui Hristos scriitori ca Virgil și Ovidiu au gravat numele și funcțiile zeilor romani în librăriile grecești și în tradiția artistică creând o mitologie hibridă, greco-romană care a inspirat poeții și pictorii din antichitate și până azi. 
Majoritatea faptelor cunoscute despre vechea mitologie romană provin din scrierile scriitorilor antici, din operele de artă care au supraviețuit până azi și din descoperirile arheologice.
Romanii credeau că practicile lor religioase mențineau așa zisa „pax deorum” sau pacea zeilor - care asigura prosperitatea continuă a comunității. Fiecare loc, împrejurare sau obiect avea propriul zeu ocrotitor și existau foarte multi zei cu atribuții mărunte, dar importante pentru romani. Astfel, zeii protejau fiecare act al vieții, de la naștere până la moarte.Zeii romani jucau rolul unor oameni cu superputeri, așa că, în timp a devenit normal ca puternicii conducători ai Romei să fie tratați ca niște zei. Cezar a fost primul zeificat și tratat ca zeu după moartea sa. Mai târziu, unii dintre cei mai  buni împărați au fost declarați zei de către Senat, dar numai după moartea lor. În timpul vieții ei erau simplii muritori. Toți romanii trebuiau să venereze împărații divini.

## Panteon

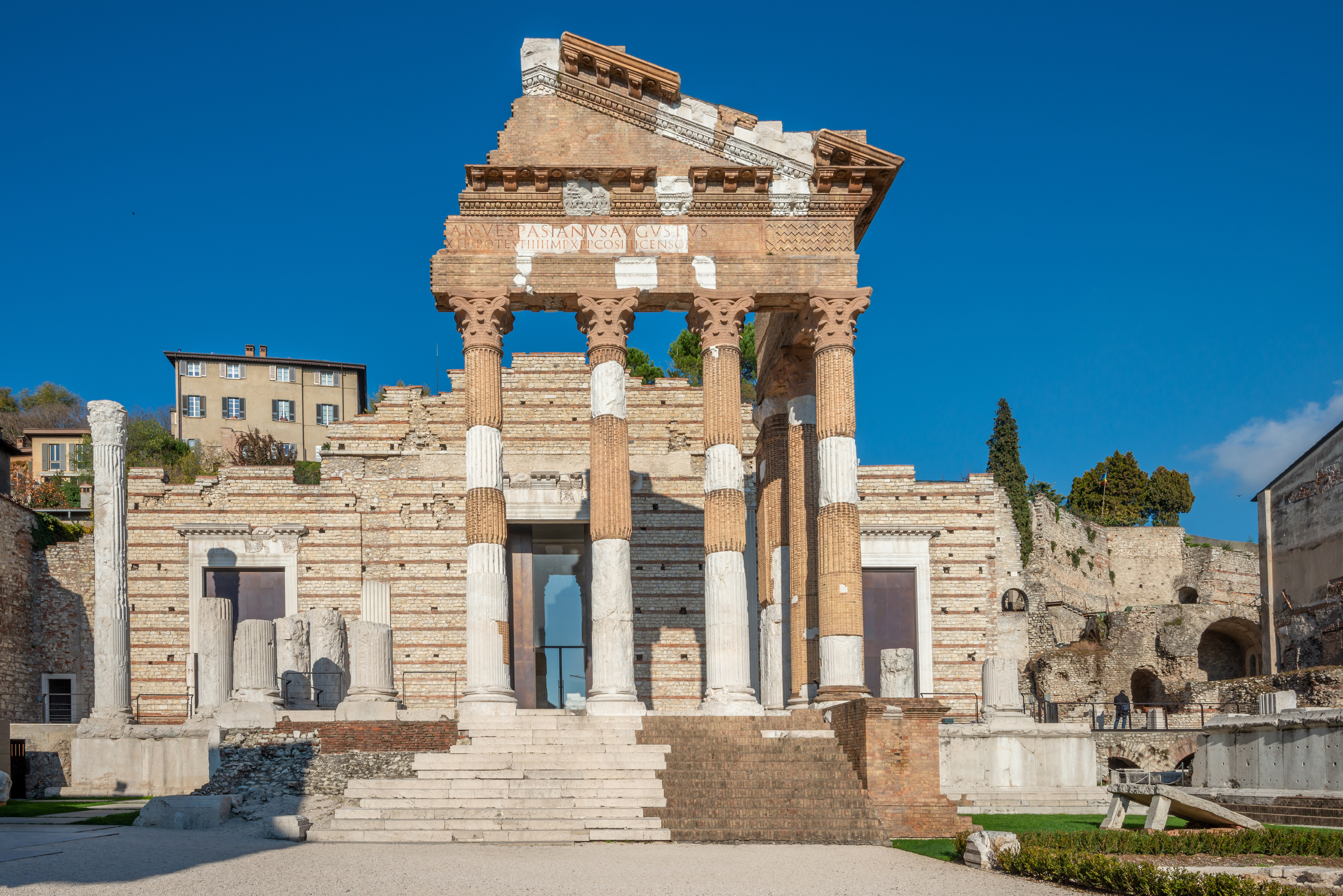
Templul roman din Brescia, unde era venerată Triada Capitolină, formată din Jupiter, Iunona și Minerva.

- Jupiter - stăpânul zeilor și al oamenilor, asemănat cu Zeus din mitologia greacă, protectorul Romei, Zeul Luminii și tatăl zeilor; are ca simboluri vulturul și fulgerul.[1] Era considerat drept divinitate supremă, dătătoare de viața și de lumină, care cârmuia cerul și pământul, stăpânea tunetul și trăsnetul, dezlănțuia ploile și furtunile. Legate de aceste atribute, Jupiter purta o serie de epitete, ca: Fulgurator, Fulminator, Tonans. Templul său se afla la Roma, pe Capitoliu și, de aici, el a mai căpătat un epitet - Capitolinus. Dar denumirea cea mai cunoscută care îl desemna era Optimus Maximus ("cel mai bun și cel mai mare"). Ca ocrotitor al romanilor și al Romei în special, Jupiter era cinstit cu precădere de consulii care intrau în funcție, de generalii care se întorceau victorioși, de învingătorii în întrecerile sportive, de cei care împărțeau dreptatea. El era venerat și avea câte un templu în toate orașele Italiei și ale provinciilor.

- Saturn - veche divinitate de origine italică, care patrona muncile agricole și roadele pământului. Saturn a fost identificat de timpuriu cu titanul Cronos, din mitologia greacă.

- Venus - veche divinitate de origine latină, considerată inițial drept protectoare a vegetației și a fertilității și identificată de timpuriu cu Aphrodita din mitologia greacă; mai târziu numită zeița dragostei și a frumuseții. Cu privire la nașterea sa existau două versiuni: după una, era fiica lui Jupiter și a Dionei, după cea de-a doua s-ar fi născut din spuma mării. Căsătorită cu Vulcanus, a fost iubită de Marte, zeul războiului, de Bacchus, Mercur și Neptun, dintre zei, iar dintre muritori de Anchises și Adonis. A avut mai mulți copii: cu zeul Mercurius pe Eros, cu Marte pe Anteros și pe Harmonia, cu muritorul Anchises pe Aeneas, etc.. În legătură cu farmecul și puterea lui Venus circulau numeroase legende: un episod cunoscut este acela al infidelității ei față de Vulcanus care, descoperind legătura ei cu Marte, a chemat toți zeii Olimpului drept martori, surprinzându-i împreună pe cei doi. Un alt episod, celebru de data aceasta, este judecata lui Paris: Jupiter a poruncit ca mărul de aur aruncat de Eris, zeiță vrajbei, și revendicat în egală măsură de Iuno, Minerva și Venus, să fie acordat de un muritor, Paris, aceleia pe care o va socoti el mai frumoasă. Cele trei zeițe s-au înfățișat înaintea lui Paris pe muntele Ida și au început să-și laude farmecele, promițându-i fiecare câte un dar. Cucerit de frumusețea lui Venus și de darul făgăduit de ea - acela de a o lua de soție pe cea mai frumoasă muritoare, pe Helena - Paris i-a dat ei mărul. Alegerea lui Venus și răpirea Helenei au constituit originea războiului troian. În cursul acestui război, în care rivalele ei, Iuno și Minerva, au sprijinit tabăra adversă, Venus i-a ajutat în mod constant pe troieni, în special pe Paris și pe Aeneas. Ea a fost chiar rănită în luptă de către Diomedes. Dacă nu a putut împiedica moartea lui Paris și distrugerea Troiei, în schimb, salvarea lui Aeneas se datorește lui Venus, care l-a ajutat să ajungă pe țărmurile Italiei. Tot datorită acestui fapt zeița era socotită, sub numele de Venus, drept divinitate protectoare a Romei. Venus avea sanctuare celebre la Paphos, Cnidus, Delos, Sicyon, etc.. Cultul ei era celebrat în întreaga lume helenică, cu precădere în insulele Cyprus și Cythera.

- Iunona - soția lui Jupiter, protectoarea nașterilor și a căsătoriilor, identificată de timpuriu cu Hera din mitologia greacă; are ca simbol porumbița. După atributele pe care le avea, Iuno era denumită fie Moneta (cea care vestește, avertizează - datorită faptului că a salvat Roma de invazia galilor prin alarma pe care au dat-o faimoasele gâște de la Capitoliu, ce îi erau consacrate), fie Lucina, datorită faptului că ajuta femeile la nașteri, fie Juga, pentru că patrona căsătoriile. Sărbătorile închinate ei purtau numele de Matronalia și aminteau de rolul salvator pentru cetate al femeilor sabine răpite odinioară, care s-au aruncat în încăierare între părinții și noii lor soți, împiedicându-i să se măcelărească reciproc. Numele ei era legat de numeroase mituri și legende.

- Marte - zeul războiului, asociat cu Ares din mitologia greacă; are ca simboluri coiful și armele de luptă. Era fiul lui Jupiter și al Iunonei și una dintre cele trei divinități protectoare ale Romei (alături de Jupiter și Quirinus). Romanii îl considerau drept protectorul lor și tatăl lui Romulus. Era, la origine, zeul renașterii naturii, devenind mai târziu zeul războiului și al agriculturii.

- Minerva - la romani, zeița înțelepciunii, a artelor și a strategiei războinice. La origine ea a fost o veche divinitate etruscă, identificată mai târziu cu Athena, din mitologia greacă. Era zeița înțelepciunii, pe care grecii o mai numeau Pallas. Minerva era fiica lui Iupiter și a lui Metis. Jupiter a înghițit-o însă pe Metis înainte ca aceasta să nască, așa încât Minerva a ieșit direct din capul lui Jupiter, cu arme și armură cu tot. În momentul când a apărut pe lume, a slobozit un răcnet războinic, care a cutremurat cerul și pământul. Minerva era simbolul atributelor unite ale părinților ei. Ea personifica forța moștenită de la Iupiter, îmbinată cu înțelepciunea și prudența lui Metis. Zeiță războinică, reprezentată cu coif, suliță și egida pe care era zugrăvit capul Gorgonei, Minerva a jucat un rol important în lupta împotriva giganților. Ea participă, de asemenea, la războiul troian alături de greci, pe care-i susține, neputând uita jignirea adusă de Paris. Este cunoscută disputa dintre Minerva și Neptun cu prilejul împărțirii diverselor regiuni ale Greciei. Cu această ocazie consiliul zeilor a făgăduit să dea Attica aceluia din doi care-i va dărui bunul cel mai de preț. Neptun i-a dăruit calul, iar Minerva măslinul, care avea să asigure prosperitatea locuitorilor. Ea a câștigat în felul acesta întrecerea și a devenit patroana cetății Atena. Minerva era socotită protectoarea artelor frumoase, a meșteșugurilor, a literaturii și a agriculturii, a oricărei acțiuni care presupunea ingeniozitate și spirit de inițiativă. Ea patrona viața socială și cea statală, era sfătuitoarea grecilor adunați în areopag și apărătoarea lor în războaie.

Neptun îi oferă daruri lui Venus de Giovanni Battista Tiepolo

- Neptun -  zeul mărilor, fratele lui Jupiter și fiul lui Saturnus și al Rheei, identificat la greci cu Poseidon; are ca simboluri tridentul și calul. Ca și ceilalți frați ai săi, când s-a născut, Neptun a fost înghițit de către tatăl său și apoi dat afară. Mai târziu a luptat alături de olimpieni împotriva titanilor. Când, în urma victoriei, s-a făcut împărțirea Universului, lui Jupiter i-a revenit Cerul, lui Orcus lumea subpământeană, iar lui Neptun Împărăția apelor. El sălășluia în fundul mării împreună cu soția sa, Amphitrite, alături de care, uneori, urmat de un întreg cortegiu marin și purtat de un car tras de cai înaripați, spinteca valurile. Neptun stârnea furtunile sau făcea ca apele mării să devină liniștite, el scotea insule la iveală sau le cufunda pe altele lovindu-le cu tridentul său, făcea să izvorască râuri sau să se închege lacuri. O dată el a încercat împreună cu Iuno și cu Minerva să-l pună în lanțuri pe Jupiter, dar încercarea a dat greș. De atunci Neptun a fost mereu alături de preaputernicul său frate care cârmuia destinele lumii. Legat de numele său este episodul întrecerii care a avut loc între el și Minerva atunci când a fost să-și împartă între ei pământul Atticei ,ca să înalțe zidurile Troiei. Faptul că nu a fost răsplătit pentru munca sa a atras mânia lui Neptun asupra troienilor. Această mânie, și faptul că Odysseus i-a ucis un fiu, pe ciclopul Polyphemus, l-a determinat pe puternicul zeu să-l urmărească pe erou cu răzbunarea sa, nimicindu-i pe rând corăbiile și aruncându-l de pe un țărm pe altul. Cu zeițele sau cu muritoarele de rând Neptun a avut numeroși fii și fiice, majoritatea înfățișați ca niște ființe monstruoase sau a căror forță era de temut. Printre aceștia se numărau: ciclopul Polyphemus, gigantul Chrysaor, aloizii, Lamus - regele lestrigonilor, Triton etc.

- Vulcan -  veche divinitate romană, identificată de timpuriu cu Hephaestus din mitologia greacă. Vulcan, fiul lui Jupiter și al Iunonei, era considerat drept zeul focului. Vulcanus era șchiop. Infirmitatea lui se datora fie faptului că fusese aruncat de Jupiter din înaltul cerului, fiindcă în cursul unei dispute dintre părintele zeilor si Iuno el luase apărarea mamei sale, fie faptului că se născuse infirm și, rușinată, Iuno îl aruncase în mare, de unde a fost luat și crescut de Tethys. Timp de nouă ani Vulcanus a trăit într-o grotă din fundul mării, după care a fost readus în Olimp. Reședința sa de predilecție a rămas însă muntele Aetna din Sicilia. Acolo, în atelierele fierăriei lui divine, ucenicii săi - ciclopii - prelucrau fierul și celelalte metale. Din mâinile dibace ale zeului făurar ies tot felul de obiecte minunate: un tron de aur dăruit Iunonei, armele lui Achilles, lucrate la rugămintea lui Thetis, trăsnetele lui Jupiter, faimosul colier al Harmoniei etc. Vulcanus a fost cel care a ajutat la nașterea Minervei înlesnind ca zeița să iasă din capul divinului ei tată, și tot el a modelat, din țărână, trupul Pandorei. Vulcanus a fost cel care l-a țintuit și pe Prometheus de muntele Caucasus. Deși înzestrat cu un fizic urât, Vulcanus era considerat când soțul uneia dintre grații, când - de cele mai multe ori - drept soțul lui Venus. Lui Vulcanus îi sunt atribuiți mulți copii; are ca simboluri ciocanul și nicovala.

- Mercur - fiul lui Jupiter și al unei pleiade (Pleiadele erau sapte surori, fiicele nimfei Pleione si ale lui Atlas), s-a născut într-o peșteră pe muntele Cyllene, din Arcadia. Încă de timpuriu, Mercur și-a vădit aptitudinile și talentele. Abia născut, copilul a ieșit din scutece și a fugit până în Thessalia, de unde a furat cirezile pe care le păștea acolo fratele său, Apollo. Nimeni nu l-a văzut în afară de un cioban, pe nume Battus. După ce a ascuns animalele, Mercurius s-a întors înapoi în peștera în care s-a născut. Acolo, la intrare, a găsit o broască țestoasă și, cu ingeniozitatea-i caracteristică, a întocmit din carapacea ei o liră. Între timp Apollo a luat urma hoțului și, ajuns la peștera cu pricina, l-a silit pe Mercurius să-i înapoieze vitele. Auzind însă sunetul minunat al lirei, zeul s-a învoit să i le lase în schimbul noului instrument. Mai târziu, tot de la Apollo a primit Mercurius și faimosul caduceu (un baston înaripat, cu doi șerpi încolăciți în jurul lui), care a devenit - alături de pălăria cu boruri largi și de sandalele de aur înaripate - unul dintre atributele zeului. Mândru de istețimea fiului său, Jupiter l-a făcut pe Mercur mesagerul zeilor. În această calitate, în majoritatea legendelor Mercurius joacă un rol secundar. El participă, de pildă, la gigantomahie (luptă mitică a giganților împotriva zeilor), le însoțește pe cele trei zeițe olimpiene pe muntele Ida, conducându-le în fața judecății lui Paris, îl ajută pe Odysseus să învingă vrăjile Circei, mijlocește târgul dintre Hercules și Omphale, la porunca lui Iupiter îl însoțește prin lume pe micul Bacchus urmărit de mânia lui Iuno. Mercurius era zeul comerțului și al călătorilor - și, pentru acest atribut, i se ridicau statui la toate răspântiile - dar și al hoților și al borfașilor. El era protectorul păstorilor și călăuza umbrelor celor morți către meleagurile Infernului. În general, era considerat drept patronul muzicii, al oricărei invenții, al meșteșugurilor etc. În mitologia greceasca zeul mesager purta numele de Hermes. La romani mama lui Mercurius era veche divinitate de origine obscură ce simboliza, se pare, Primăvara. Mai târziu a fost identificată cu Maia din mitologia greacă.

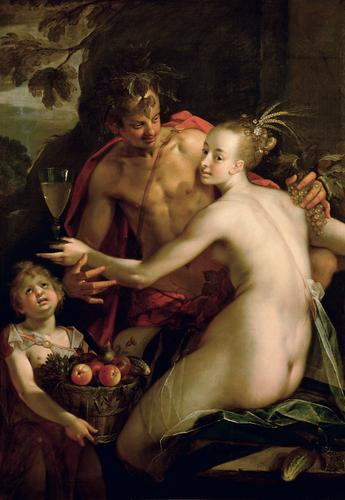
Bacchus, Ceres și Amor de Hans von Aachen

- Ceres - la romani, zeița grâului și a recoltelor. Deși de origine veche latină, această divinitate s-a identificat mai târziu întru totul cu Demeter din mitologia greacă. Ceres era fiica lui Cronos și a Rheei și aparținea generației olimpienilor. Ceres a avut cu Iupiter o unică fiică, pe Proserpina, de care era strâns legată atât în ceea ce privește cultul cât și legenda. În timp ce culegea pe un câmp flori, pe Proserpina a înghițit-o pământul; ea a fost răpită de unchiul ei, Pluto, care a dus-o cu el în Infern. Zadarnic a căutat-o îndurerată Ceres nouă zile și nouă nopți, cutreierând lumea în lung și-n larg. Nimeni nu-i știa de urmă. Într-un târziu, mama a aflat de la Apollo de soarta fiicei ei. Cuprinsă de jale, Ceres părăsește atunci Olimpul și jură să nu-și reia îndatoririle divine și locul în rândul zeilor, decât în ziua când îi va fi înapoiată Proserpina. Rătăcind pe pământ, după multe peregrinări, ajunge la Eleusis și zăbovește o vreme mai îndelungată la curtea regelui Celeus .Între timp, cum pământul nu mai rodește și holdele se usucă, Iupiter îl trimite pe Mercurius să i-o aducă înapoi pe Persephone. Dar reîntoarcerea fiicei la mama ei nu mai este posibilă. Ascalaphus a văzut-o pe Persephone cum s-a înfruptat în Infern dintr-o rodie. În felul acesta ea s-a legat, o dată pentru totdeauna, de lumea subpământeană. Mânioasă, Ceres îl transformă pe Ascalaphus - singurul martor al sacrilegiului comis - în bufniță. Persephone însă trebuie să rămână alături de Pluto. La insistențele lui Ceres se ajunge totuși la un compromis: șase luni din an Persephone va sta alături de soțul ei în regatul subpământean și șase luni le va petrece pe pământ, lângă mama ei. Reîntoarcerea pe pământ era însoțită de venirea primăverii, de renașterea naturii și de plinătatea verii. Absența ei era marcată de ariditate, de anotimpul trist al iernii în care Ceres ducea dorul fiicei ei. În mitologia greaca Ceres purta numele de Demeter, o veche divinitate cu care a fost asimilată; are ca simbol secera și snopul de grâu.

- Pluton, sau Orcus, la romani, în credința populară, zeul morții, identificat mai târziu cu Hades. De la el, sub numele de Orcus, era desemnat Infernul însuși. El este zeul împărăției subpământene, fiul lui Saturnus și al Rheei. Ca și ceilalți frați ai săi, când s-a născut, Orcus a fost înghițit de tatăl său, apoi dat afară. Mai târziu a participat la lupta dusă de olimpieni împotriva titanilor. Orcus sălășluia în împărăția umbrelor, pe care o cârmuia alături de soția sa, Persephone. El nu îngăduia nimănui, o dată ajuns acolo, să mai vadă lumina zilei. Când Hercules a trecut hotarele Infernului s-a lovit de împotrivirea lui Orcus, pe care l-a rănit cu o săgeată, silindu-l să se refugieze în Olimp. Numele de Orcus era evitat de cei vechi, care se fereau să-l pronunțe, socotindu-l aducător de nenorociri. Cel mai adesea el era invocat sub numele de Pluto (Zeul cel bogat), aluzie la bogățiile nemăsurate care se ascundeau în măruntaiele pământului.

- Bacchus - Liber, zeul strugurilor, al vinului și implicit al veseliei, avea ca și corespondentul în mitologia greacă pe Dionysos.

- Diana - veche divinitate italică, identificată mai târziu cu Artemis din mitologia greacă. Era considerată zeița luminii, al cărei simbol strălucitor era Luna. Diana este zeița vânătorii, soră geamănă cu Apollo. Era fiica lui Iupiter și a Latoniei. La început a avut aceleași atribute cu fratele ei: era o divinitate răzbunătoare, care semăna molimi și moarte printre muritori. Diana își secondează fratele în numeroase acțiuni: îl însoțește în exil atunci când Apollo ispășește omorârea Pythonului, e alături de el în războiul troian, participă împreună la uciderea copiilor Niobei etc. Când Apollo ajunge să fie identificat cu Helios (Soarele), Diana e identificată cu Selene (Luna). Mai târziu, Diana capătă atribute de zeitate binefăcătoare: ea era, de pildă, considerată protectoare a câmpurilor, a animalelor și a vindecărilor miraculoase. În calitatea sa de zeiță a vânătorii era înfățișată ca o fecioară sălbatică, singuratică și care cutreiera pădurile însoțită de o haită de câini, dăruiți de Pan, ucigând animalele cu arcul și cu săgețile ei făurite de Vulcanus. Insensibilă la dragoste, îi pedepsea pe toți cei care încercau să se apropie de ea, iar dacă la rându-i încerca să se apropie de vreun muritor, dragostea ei era rece și stranie.

- Luna - la romani, zeița lunii, numita Selene de către greci, identificată mai târziu cu Artemis. Selene era înfățișată ca o femeie strălucitor de frumoasă, purtată printre nouri într-un car de argint. Un episod cunoscut legat de numele ei era cel al dragostei sale pentru Endymion.

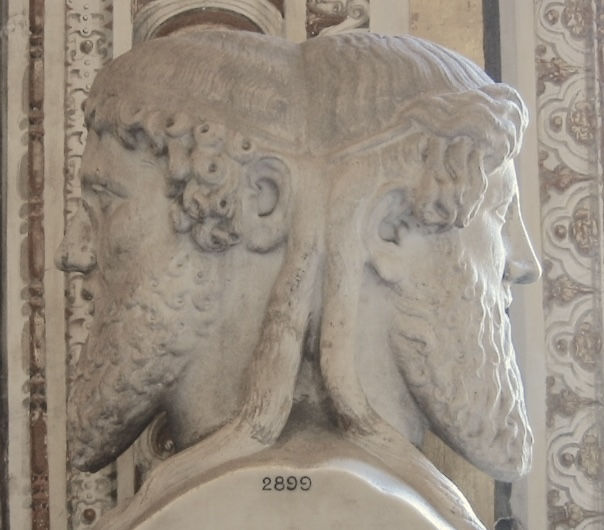
Ianus. Sculptură din Muzeul Vatican

- Ianus - una dintre cele mai vechi divinități din mitologia romană. La origine, Ianus a fost un rege care a domnit în Latium în epoca de aur. După moarte a fost divinizat. Ca zeu protector al Romei i se atribuia un miracol care a salvat cetatea de o invazie a sabinilor: în timp ce dușmanii se pregăteau să treacă peste zidurile Capitoliului, Ianus a făcut să țâșnească în fața lor un șuvoi fierbinte, care i-a silit să se retragă. În amintirea acestui fapt persista la Roma obiceiul de a lăsa în timp de război porțile templului lui Ianus deschise, pentru a-i da posibilitate zeului să vină în ajutorul romanilor. În timp de pace ele se închideau. Ianus era înfățișat cu două fețe opuse: una privea înainte, cealaltă, înapoi.

- Apollo - una dintre cele mai mari divinități ale mitologiei romane. Era fiul lui Iupiter și al lui Latonia. Pentru că Iuno, din gelozie, îi refuzase Latonei un loc unde să poată naște, Neptun a scos la iveală, din malurile mării, insula Delos. Latonia a adus pe lume doi gemeni: pe Apollo și pe Selene. Crescând miraculos de repede, la numai câteva zile după naștere, Apollo, al cărui arc și ale cărui săgeți deveniseră temute, a plecat la Delphi, unde a ucis șarpele Python, odinioară pus de Iuno să o urmărească pe Latonia și care ulterior devenise spaima întregului ținut. După aceea Apollo a înființat acolo propriul său oracol, instaurând totodată și Jocurile Pitice (jocuri care aveau loc din patru în patru ani la Delfi, în Grecia antică, în cinstea zeului Apolo). Un alt episod care i se atribuia era cel al uciderii ciclopilor: fiul lui Apollo, Asclepius, inițiat de centaurul Chiron în tainele medicinei, nu s-a mai mulțumit să vindece, ci a început să-i învie pe cei morți. Acest fapt a atras asupra sa mânia lui Iupiter, care l-a omorât cu trăsnetul său. Îndurerat de pierderea lui și neputând să se răzbune pe Iupiter, Apollo i-a pedepsit pentru moartea fiului său pe ciclopi, ucigându-i la rândul său, cu săgețile lui. Singura vină a acestora era faptul că făuriseră trăsnetul lui Iupiter. Drept pedeapsă pentru actul său necugetat, Apollo a fost osândit de Iupiter să slujească timp de un an, ca sclav, pe un muritor. El și-a ispășit pedeapsa păzind turmele lui Admetus. Apollo a iubit numeroase nimfe și muritoare, printre care pe Daphne, Cyrene, Marpessa, Cassandra, și uneori chiar tineri ca Hyacinthus și Cyparisus. Zeul era înfățișat ca un tânăr frumos și înalt, cu o statură zveltă și impunătoare. Atributele lui erau multiple: inițial, Apollo era considerat ca o divinitate temută, răzbunătoare care, justificat sau nu, răspândea molimi sau pedepsea cu săgeți aducătoare de moarte pe oricine îi stătea împotrivă. Era socotit totodată zeu vindecător, priceput în arta lecurii, și tatăl lui Asclepius. Avea darul profeției, de care erau legate numeroasele lui oracole. Dintre acestea, cel mai vestit era cel de la Delphi. Se spunea că, îndrăgostit fiind de Cassandra, fiica lui Priamus, Apollo ar fi inițiat-o și pe ea în această taină. Mai târziu, el a devenit zeul muzicii, al poeziei și al artelor frumoase. Era înfățișat, în această calitate, înconjurat de muze, pe muntele Parnassus. Apollo era zeul invocat în călătorii, de cei care navigau pe mare, care proteja orașele și noile construcții. Se spunea că împreună cu Alcathous ar fi ajutat la reconstruirea cetății Megara, care fusese distrusă. În sfârșit, Apollo era considerat ca zeu al luminii (de aici și epitetul de Phoebus) și era identificat adesea cu însuși Soarele. Era serbat în numeroase centre ale lumii grecești: la Delphi, Delos, Claros, Patara etc. În cinstea lui s-au instituit la Roma Ludi Apollonares, și tot acolo, pe vremea împăratului Augustus, i se aduceau onoruri deosebite.

- Quirinus - în mitologia romană, veche divinitate războinică, de origine sabină, identificată uneori cu zeul Marte, alteori cu Ianus. Denumire purtată de Romulus după moarte, când a fost trecut în rândul zeilor.

- Sol - la romani, veche divinitate de origine sabină, identificată cu Helios din mitologia greacă. Sol, "Soarele", era o divinitate solară, asemănătoare - și uneori identificată - cu Apollo. Aparținea generației preolimpiene: era fiul lui Hyperion și al Theiei și frate cu Selene și cu Eos. Sol, închipuit ca un tânăr frumos și puternic, este zeul care aude și vede totul. Vestit de Aurora, care-l precede, el străbate zilnic bolta cerească pe carul său tras de patru cai iuți. Seara Sol coboară în apele oceanului, unde-și scaldă și-și răcorește caii înfierbântați, el însuși odihnindu-se într-un palat de aur, de unde pornește din nou la drum în ziua următoare. Cu oceanida Perse, Sol are mai mulți copii: Circe, Aeetes regele Colchidei, Pasiphae și Perses. Cu oceanida Clymene, una dintre surorile soției lui, are mai multe fiice. Acestea din urmă îi păzesc faimoasele cirezi de boi din care s-au înfruptat tovarășii lui Odysseus.

- Tellus - la romani, veche divinitate și personificare a Pământului, identificată cu Gaea din mitologia greacă. Tellus, considerată în vechime drept element primordial din care se trăgeau toți ceilalți zei, s-a născut după Chaos (Haosul), zămislindu-i, la rândul ei, pe Uranus (Cerul) și pe Pontus (Marea). Din unirea ei cu Uranus s-au născut titanii, titanidele și ciclopii. Toți acești copii ai Terrei îl urau însă pe tatăl lor, Uranus, fiindcă îi silea să trăiască în adâncurile pământului și nu le îngăduia să vadă lumina zilei. Pentru a-și scăpa copiii de tirania lui Uranus, Terra(Tellus)l-a ajutat pe unul dintre ei, pe Saturnus, să-și mutileze tatăl. Din picăturile de sânge scurse de la Uranus, care au căzut pe pământ și l-au fecundat, s-a născut o nouă generație de copii: eriniile, giganții și nimfele. După mutilarea lui Uranus, Terra s-a unit cu celălalt fiu al ei, Pontus, și a zămislit o serie de divinități marine, printre care se numărau Ceto, Nereus și Thaumas. Domnind asupra universului, Saturnus se dovedește însă la fel de tiran ca și tatăl sau. Atunci Terra  hotărăște să-l nimicească și pe el. Saturnus se unise de mai multe ori cu sora sa Rhea, și avusese cu ea mai mulți copii, pe care însă îi înghițise pe rând. Când a fost să-l nască pe Iupiter, ca să-și scape copilul de furia tatălui, Rhea a cerut sprijinul Terrei. Aceasta i-a dezvăluit voia destinului: Iupiter avea să supraviețuiască și să-și doboare tatăl, cu sprijinul titanilor. Cu ajutorul Terrei , Rhea reușește să-l înșele pe Saturnus și să-l ascundă pe Iupiter. Mai târziu, când Iupiter ajunge să conducă destinele lumii, Terra, nemulțumită și de cârmuirea lui, dă naștere - unindu-se de data aceasta cu Tartarus - unor ființe monstruoase: Typhon și Echidna. Typhon le declară război zeilor, care mult timp sunt înspăimântați de forța lui uriașă. Tot Terrei îi sunt atribuiți - după diferite versiuni - numeroși alți copii monstruoși, printre care: Antaeus, Charybdis, harpiile etc. Într-o perioadă mai târzie Terra trece drept mama tuturor zeilor și ulterior cultul ei se identifică fie cu cel al zeiței Ceres , fie cu cel al Cybelei.

- Vesta - fiica lui Saturnus, era o veche divinitate romană, considerată drept protectoare a focului din cămin și a căminului în general și identificată cu Hestia din mitologia greacă. Vesta era cea mai mare dintre fiicele lui Saturnus și ale Rheei și soră cu Iupiter și cu Iuno. Cu toate că a fost curtată de Apollo și de Neptunus ea a rămas, cu îngăduința lui Iupiter, pururea fecioară. Nu părăsea niciodată Olimpul și era considerată, atât de zei cât și de muritori, drept protectoarea căminului.

- Aesculapius - a fost zeul medicinei, al tămăduirilor în mitologia romană și a fost preluat din mitologia greacă, unde acest zeu era reprezentat de Asclepios.

- Ops - soția lui Saturn, Zeița Mamă are ca și corespondent la greci pe Rhea, soția lui Cronos.

- Somnus - zeul somnului îl are ca și corespondent la greci pe zeul Hypnos.